# Kapgam
Inte att förväxla med kappgam (Necrosyrtes monachus).
Kapgam (Gyps coprotheres) är en starkt hotad fågel i familjen hökar inom ordningen hökfåglar som förekommer i södra Afrika.

## Utseende
Denna stora gam har genomgående mörkt brun fjäderdräkt förutom ljusa bräm på manteln, ljusa vingtäckare och "huva" på det annars fjäderlösa huvudet. Adulten är ljusare än juvenilen och dess undre vingtäckare kan på avstånd nästan upplevas som helvita. Den mäter i genomsnitt 96–115 centimeter, har ett vingspann på 2,26–2,6 meter och väger sju till elva kilogram, vilket gör dem till Afrikas genomsnittligt största rovfåglar. 

## Ekologi
Den häckar på klipphyllor och lägger ett ägg per år.

## Utbredning
Kapgamen endemisk för södra Afrika och förekommer där i öppna slätter och i bergstrakter, i Angola, Botswana, Moçambique, Zimbabwe, Lesotho och Sydafrika. I Namibia har den förklarats utdöd.

## Status

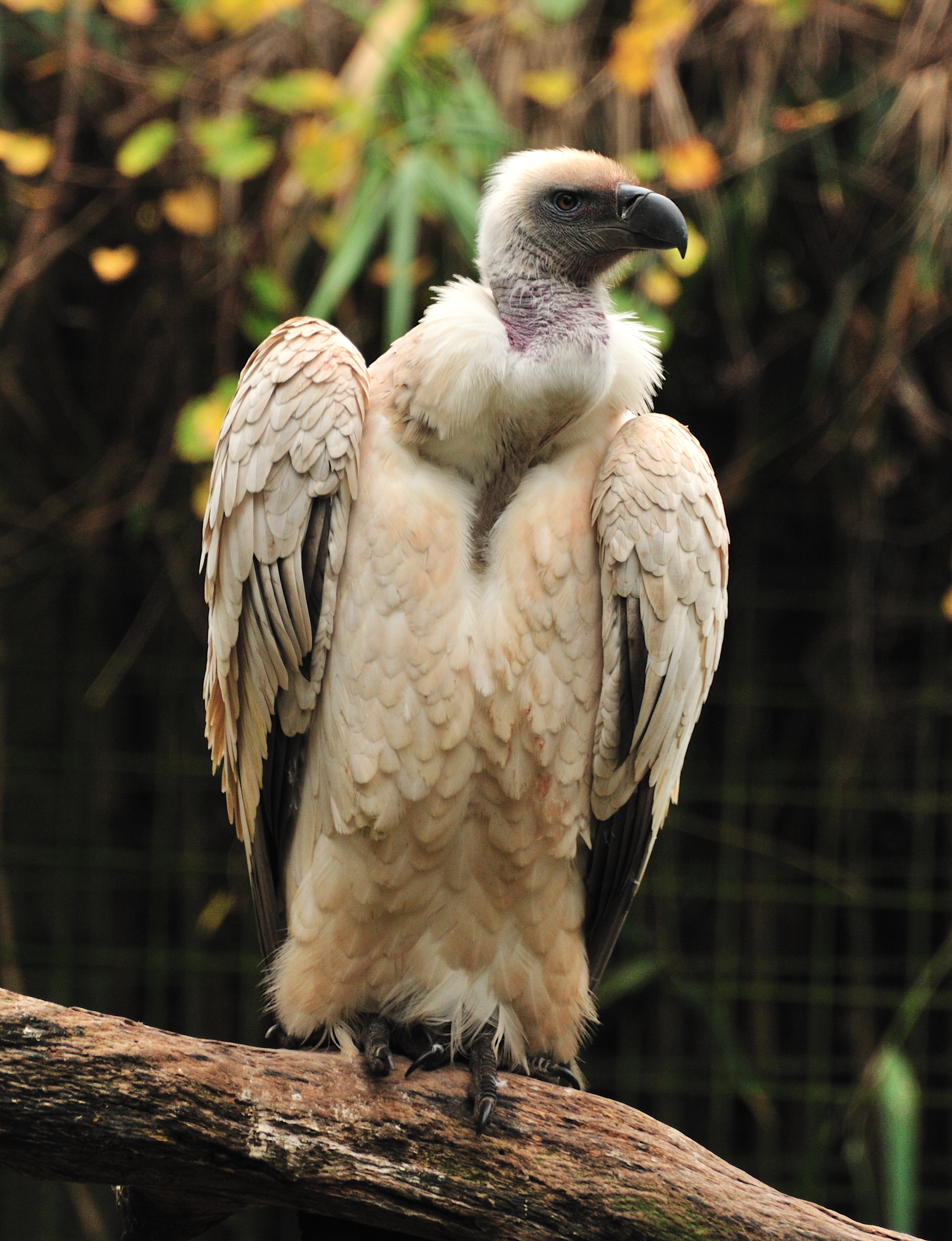
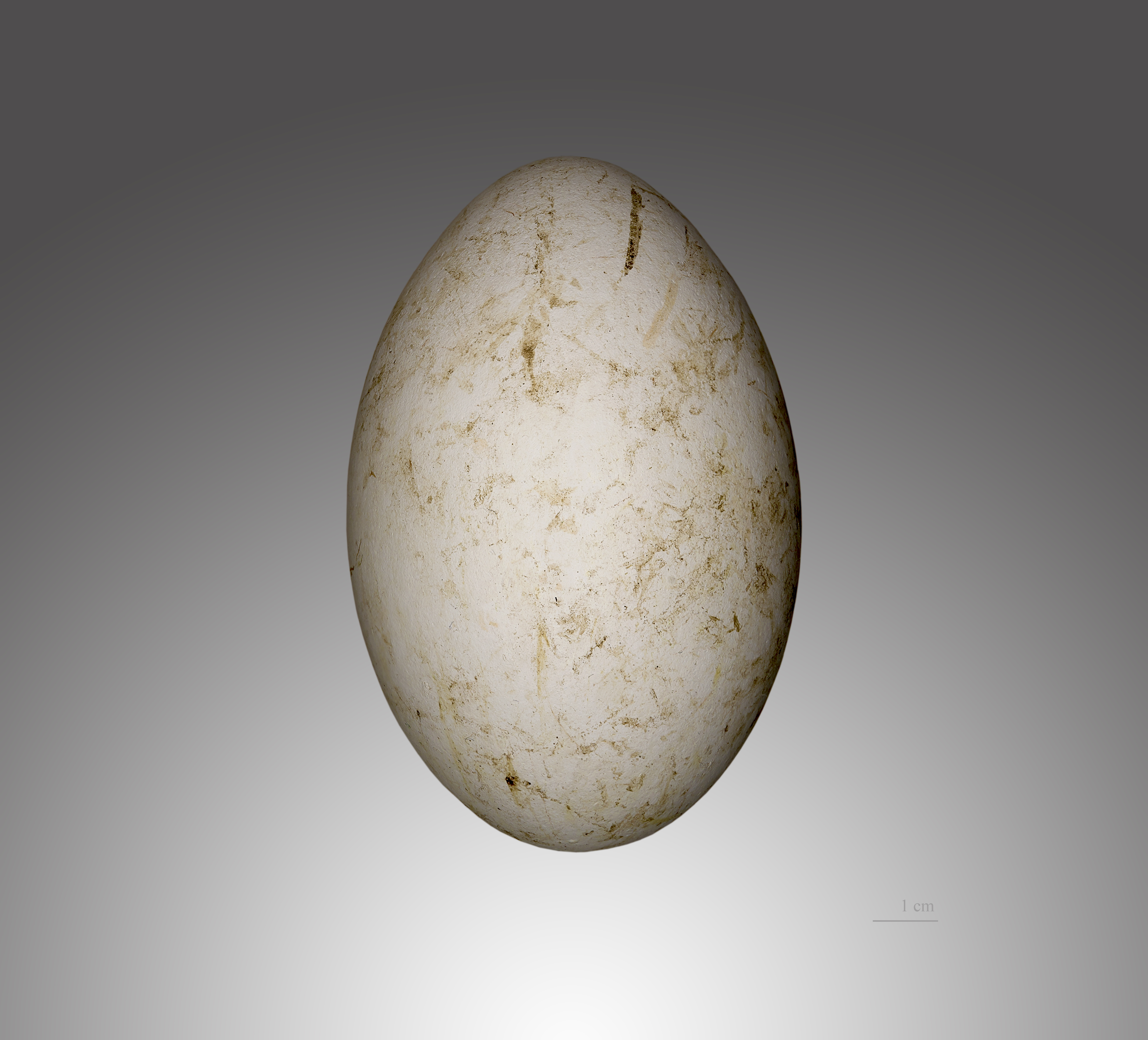
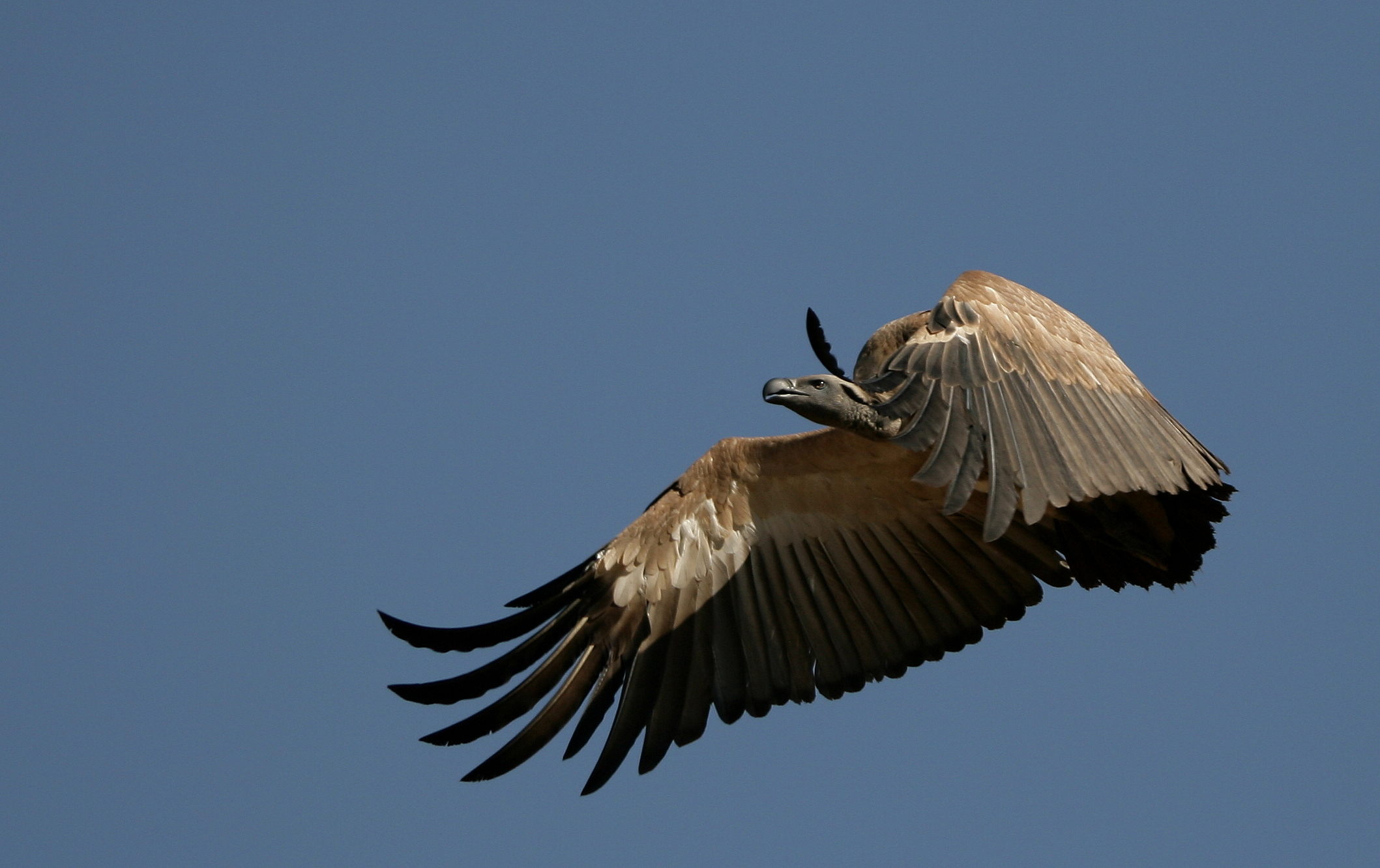
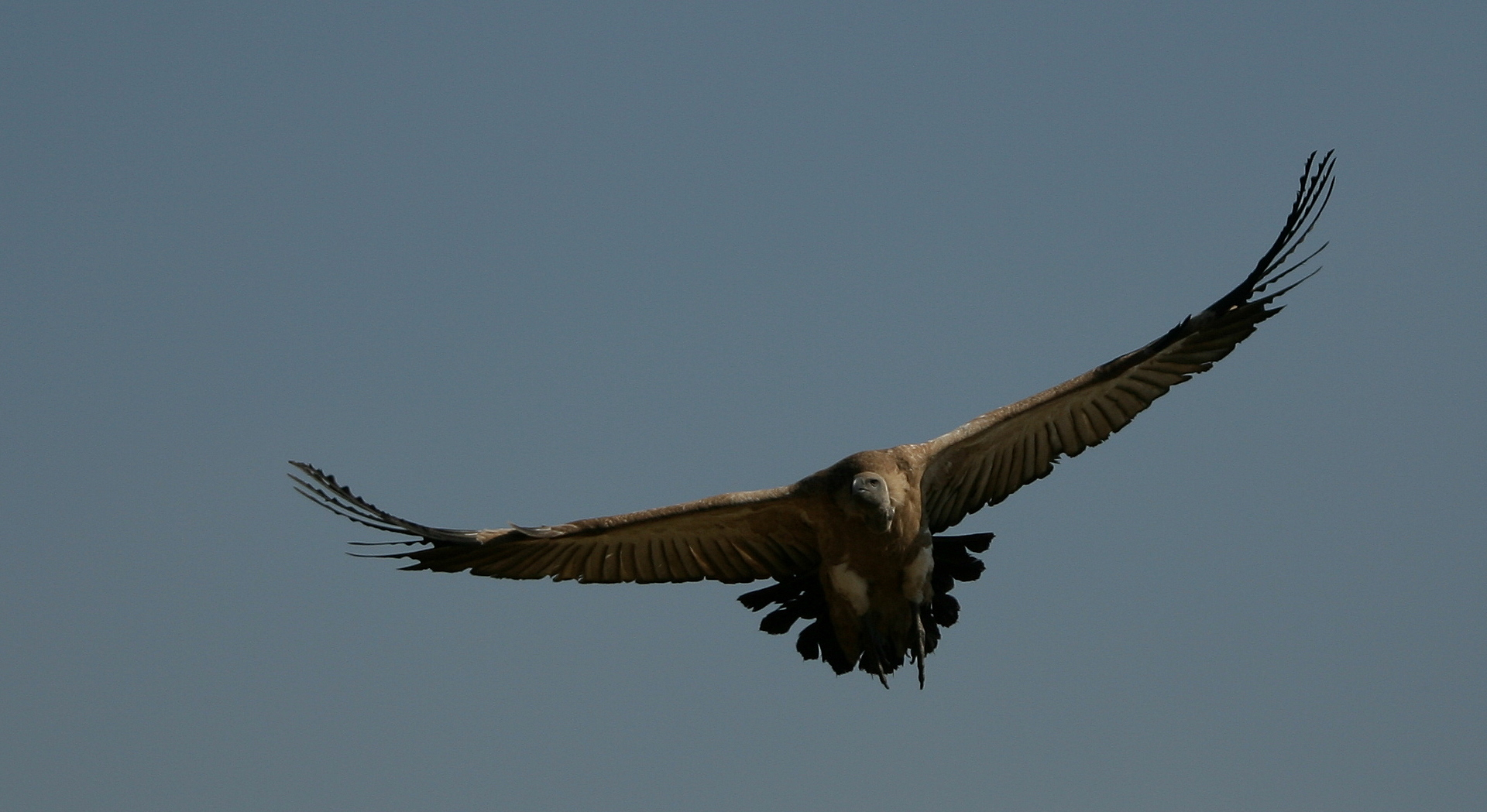
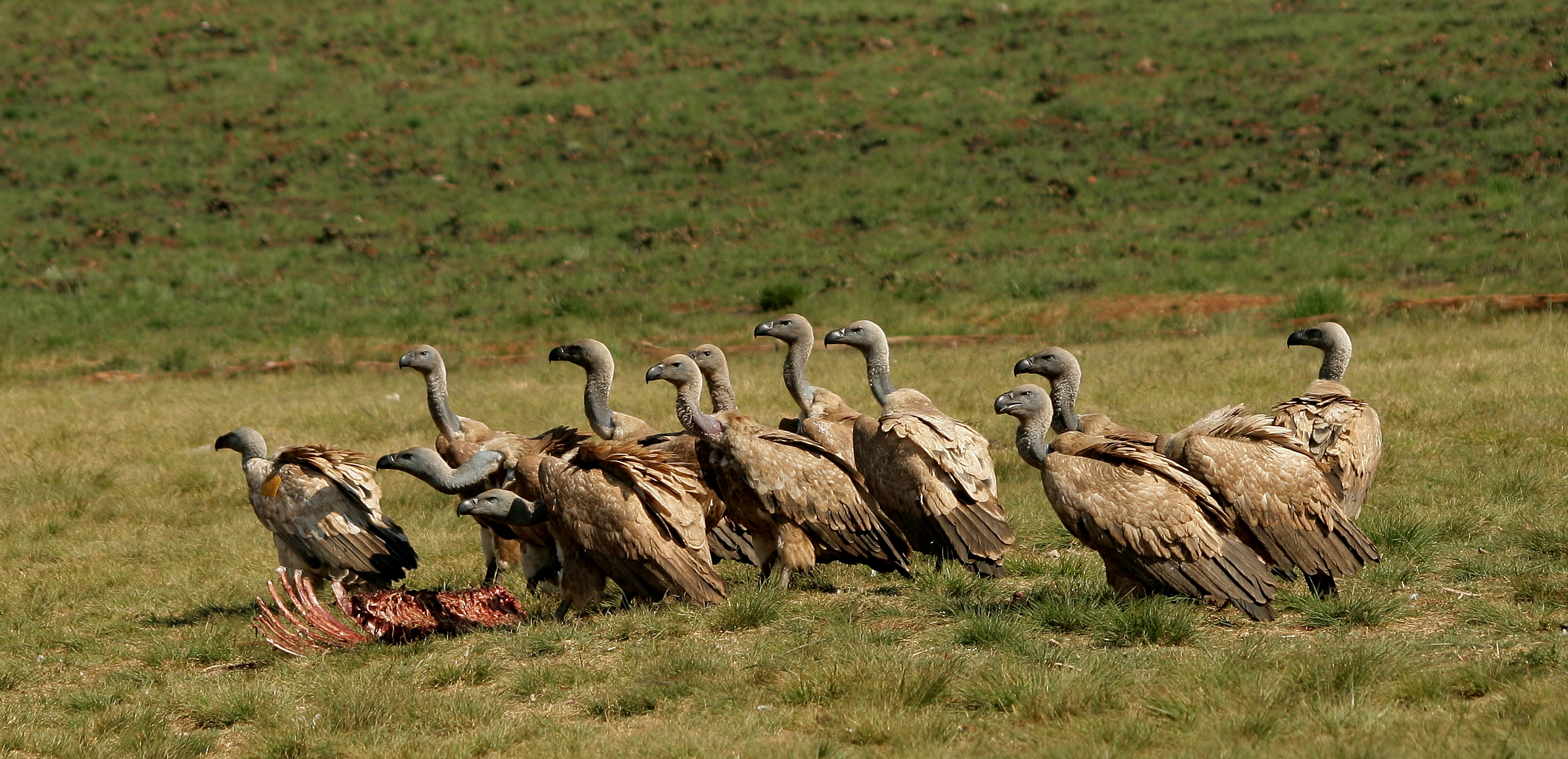

Kapgamen har 
Internationella naturvårdsunionen IUCN kategoriserar arten som sårbar på grund av att den minskar kraftigt i antal. Beståndet uppskattades 2021 till mellan 9 600 och 12 800 vuxna individer.par.